# Liste der Baudenkmäler in Greiling

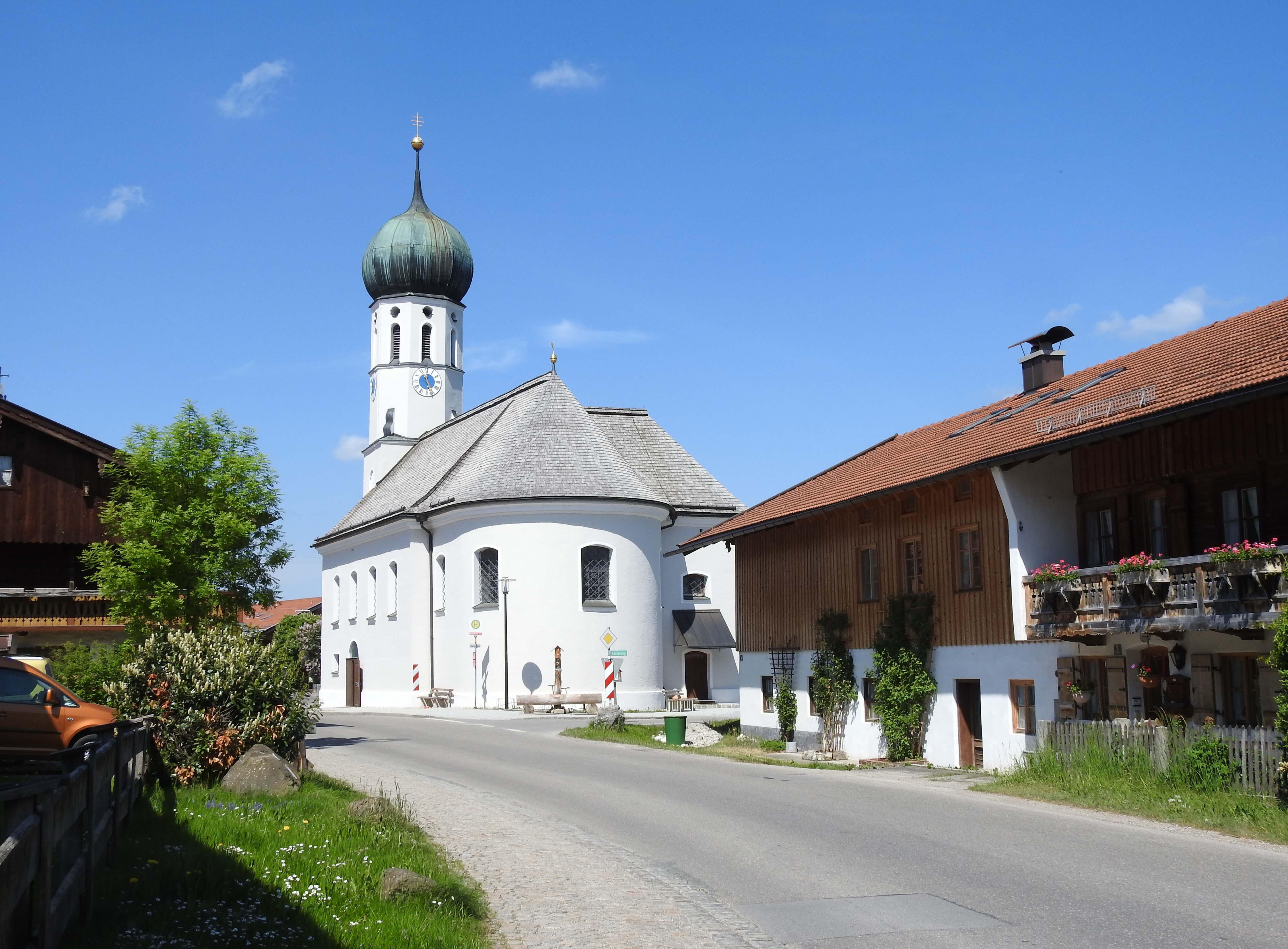
St. Nikolaus in Greiling von Osten

Auf dieser Seite sind die Baudenkmäler in der oberbayerischen Gemeinde Greiling zusammengestellt. Diese Tabelle ist eine Teilliste der Liste der Baudenkmäler in Bayern. Grundlage ist die Bayerische Denkmalliste, die auf Basis des Bayerischen Denkmalschutzgesetzes vom 1. Oktober 1973 erstmals erstellt wurde und seither durch das Bayerische Landesamt für Denkmalpflege geführt wird. Die folgenden Angaben ersetzen nicht die rechtsverbindliche Auskunft der Denkmalschutzbehörde.

## Ensembles

### Ensemble Ortskern Greiling

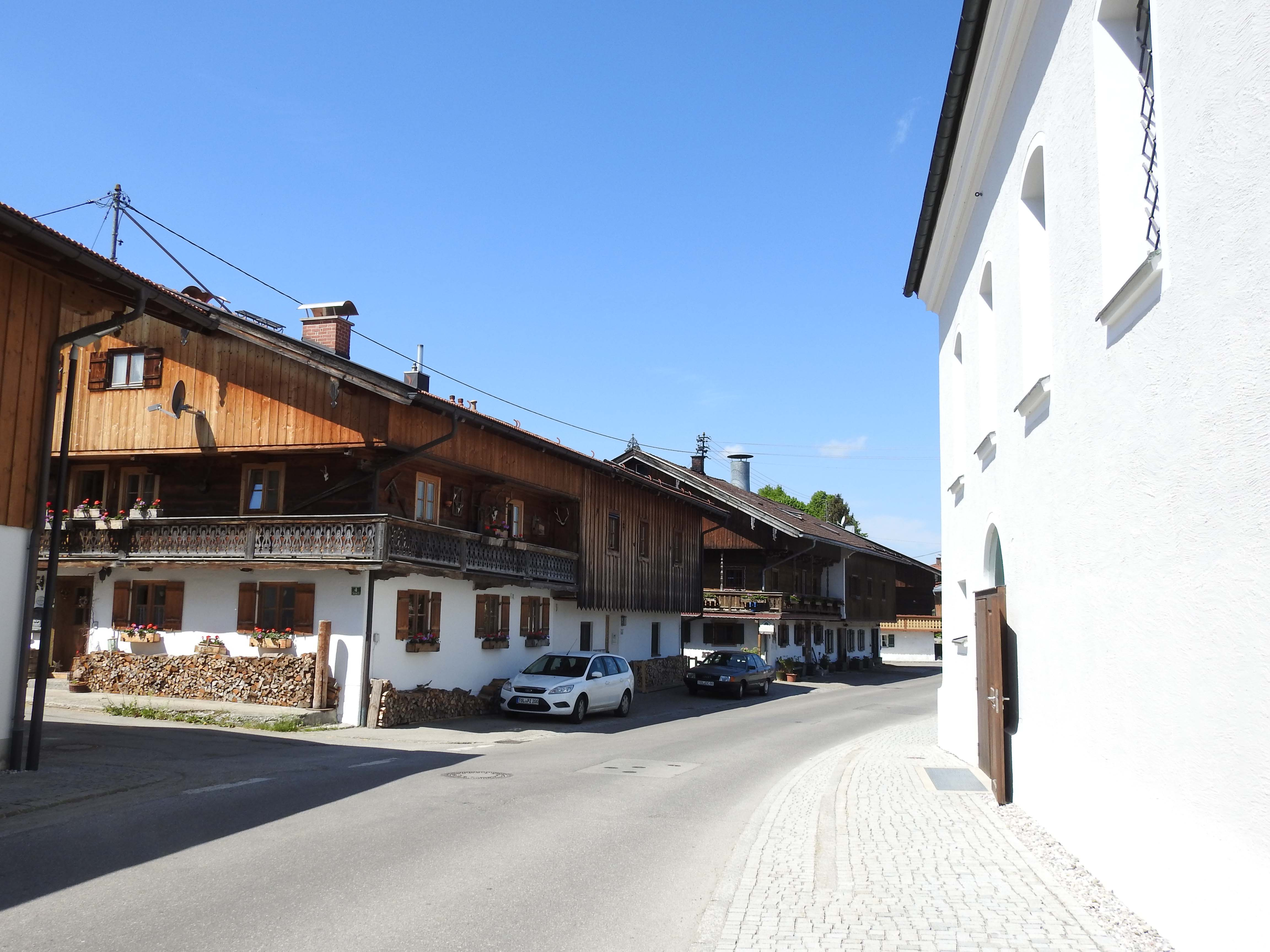

Das Straßen- und Platzbildensemble umfasst den Kern eines Isarwinkler Straßendorfes, dessen Bebauung ursprünglich längs der westöstlichen Durchgangsstraße orientiert war und in einigen Partien nach Süden ausgriff. Die Einheitlichkeit der vorwiegend mittelgroßen, geosteten Einfirsthöfe erklärt sich aus dem Wiederaufbau nach einem Dorfbrand 1762, die enge Stellung aus den Bedingungen der damaligen, gemeinschaftlichen Wasserversorgung. Die Obergeschoss-Blockbauten ergeben trotz verschieden tiefgreifender Umbauten ein historisch überliefertes Dorfbild von der zweiten Hälfte des 18. Jahrhunderts mit Ergänzungen des 19. und frühen 20. Jahrhunderts, das sich in der Nähe der Kirche verdichtet. Aktennummer: E-1-73-127-1.

## Baudenkmäler
| Lage                                | Objekt                                 | Beschreibung | Akten-Nr.              | Bild                                   |
| ----------------------------------- | -------------------------------------- | --- | ---------------------- | -------------------------------------- |
| Nähe Tegernseer Straße (Standort)   | Katholische Filialkirche St. Nikolaus  | barocker Saalbau mit halbrundem Chor und westlichem Zwiebelturm, 1728, nach 1760 erneuert; mit Ausstattung (siehe auch: Kanzel).                           | D-1-73-127-1 Wikidata  | weitere Bilder                         |
| Sachsenkamer Straße 1 (Standort)    | Bauernhaus                             | Satteldachbau mit Blockbau-Obergeschoss, umlaufender Laube und teilverschalter Giebellaube, 1762, Dachaufsteilung und Querflügel 1922                      | D-1-73-127-2 Wikidata  | Bauernhaus                             |
| Sonnental 2 (Standort)              | Ehemals Bauernhaus                     | Flachsatteldachbau mit Blockbau-Obergeschoss, umlaufender Laube und verschaltem Vordach, letztes Viertel 18. Jahrhundert                                   | D-1-73-127-3 Wikidata  | Ehemals Bauernhaus                     |
| Sonnental 6 (Standort)              | Ehemals Bauernhaus                     | Flachsatteldachbau mit Blockbau-Obergeschoss, umlaufender Laube und teilverschalter Giebellaube, 1. Hälfte 17. Jahrhundert, erneuert                       | D-1-73-127-4 Wikidata  | Ehemals Bauernhaus                     |
| Tegernseer Straße 2 (Standort)      | Bauernhaus                             | Flachsatteldachbau mit Blockbau-Obergeschoss, umlaufender Laube und teilverschalter Giebellaube, Ende 18. Jahrhundert, Dach erhöht                         | D-1-73-127-6 Wikidata  | Bauernhaus                             |
| Tegernseer Straße 4, 4 a (Standort) | Ehemals Bauernhaus                     | Flachsatteldachbau mit Blockbau-Obergeschoss, umlaufender Laube und verschaltem Vordach, letztes Viertel 18. Jahrhundert                                   | D-1-73-127-7           | Ehemals Bauernhaus                     |
| Tegernseer Straße 5 (Standort)      | Bauernhaus                             | Flachsatteldachbau mit Blockbau-Obergeschoss, umlaufender Laube und teilverschalter Giebellaube, 1. Hälfte 18. Jahrhundert, Dach später                    | D-1-73-127-8 Wikidata  | weitere Bilder                         |
| Tegernseer Straße 6 (Standort)      | Ehemals Bauernhaus                     | Flachsatteldachbau mit Blockbau-Obergeschoss, umlaufender Laube und verschaltem Vordach, 1. Hälfte 18. Jahrhundert                                         | D-1-73-127-9           | Ehemals Bauernhaus                     |
| Tegernseer Straße 13 (Standort)     | Wohnteil eines ehemaligen Bauernhauses | Flachsatteldachbau mit Blockbau-Obergeschoss, umlaufender Laube und teilverschalter Giebellaube, 2. Hälfte 18. Jahrhundert, Dachaufbau mit Bundwerk später | D-1-73-127-11 Wikidata | Wohnteil eines ehemaligen Bauernhauses |
| Tegernseer Straße 14 (Standort)     | Ehemals Bauernhaus                     | Flachsatteldachbau mit Blockbau-Obergeschoss, umlaufender Laube und teilverschalter Giebellaube, Ende 17. Jahrhundert                                      | D-1-73-127-12 Wikidata | Ehemals Bauernhaus                     |
| Tölzer Straße 1 (Standort)          | Bauernhaus                             | Flachsatteldachbau mit Blockbau-Obergeschoss, umlaufender Laube und teilverschalter Giebellaube, Ende 18. Jahrhundert                                      | D-1-73-127-13 Wikidata | weitere Bilder                         |
| Tölzer Straße 5 (Standort)          | Ehemals Bauernhaus                     | Flachsatteldachbau mit Blockbau-Obergeschoss, zweiseitiger Laube und teilverschalter Giebellaube, 18. Jahrhundert, Dach später                             | D-1-73-127-15 Wikidata | Ehemals Bauernhaus                     |
| Tölzer Straße 6 (Standort)          | Ehemals Bauernhaus                     | Flachsatteldachbau mit Blockbau-Obergeschoss, zweiseitiger Laube und teilverschalter Giebellaube, 1762, Wirtschaftsteil 1939, Erweiterung 1952             | D-1-73-127-16 Wikidata | Ehemals Bauernhaus                     |